# 등선

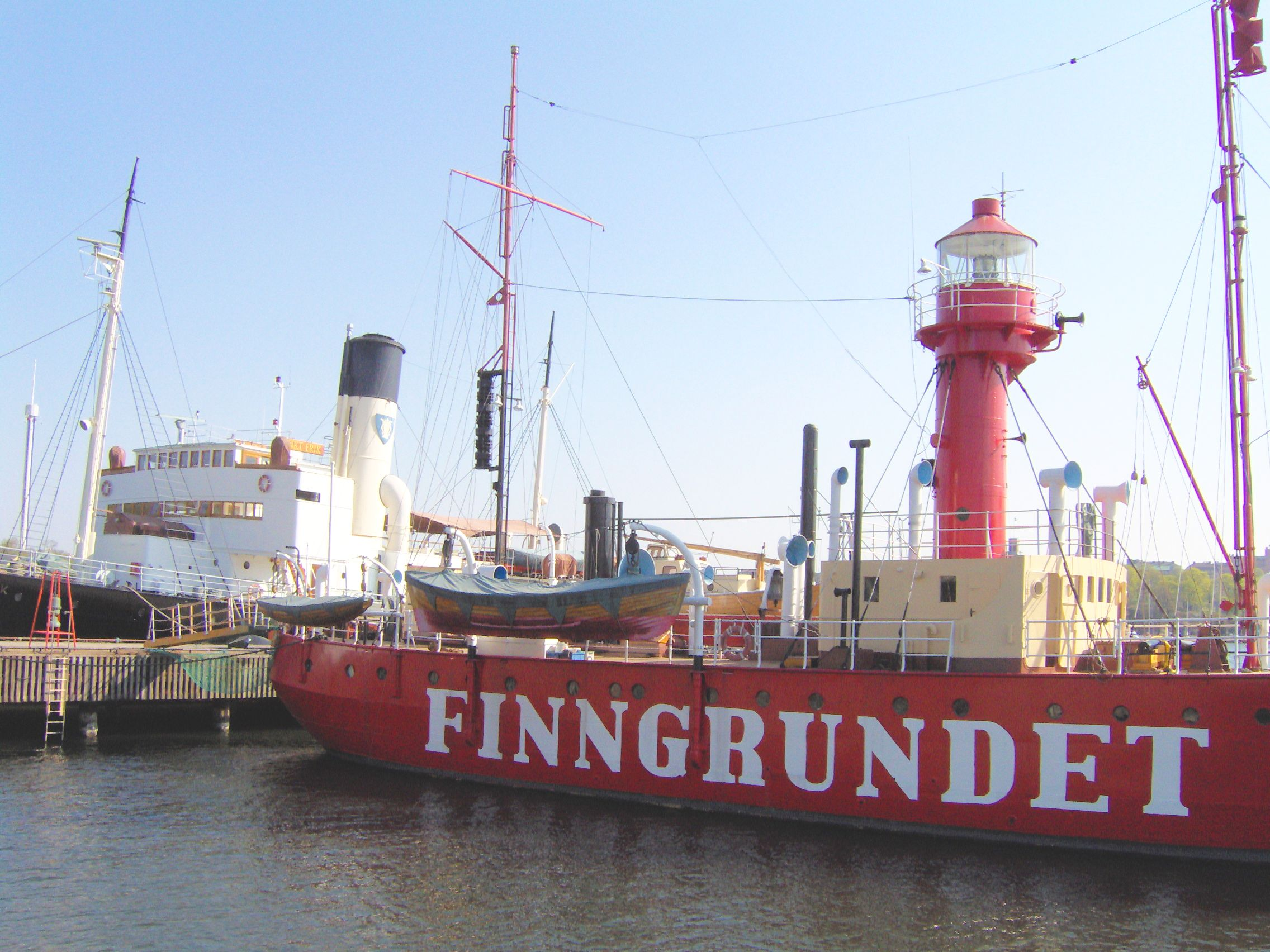
Finngrundet 등선 (스톡홀름 전시배)

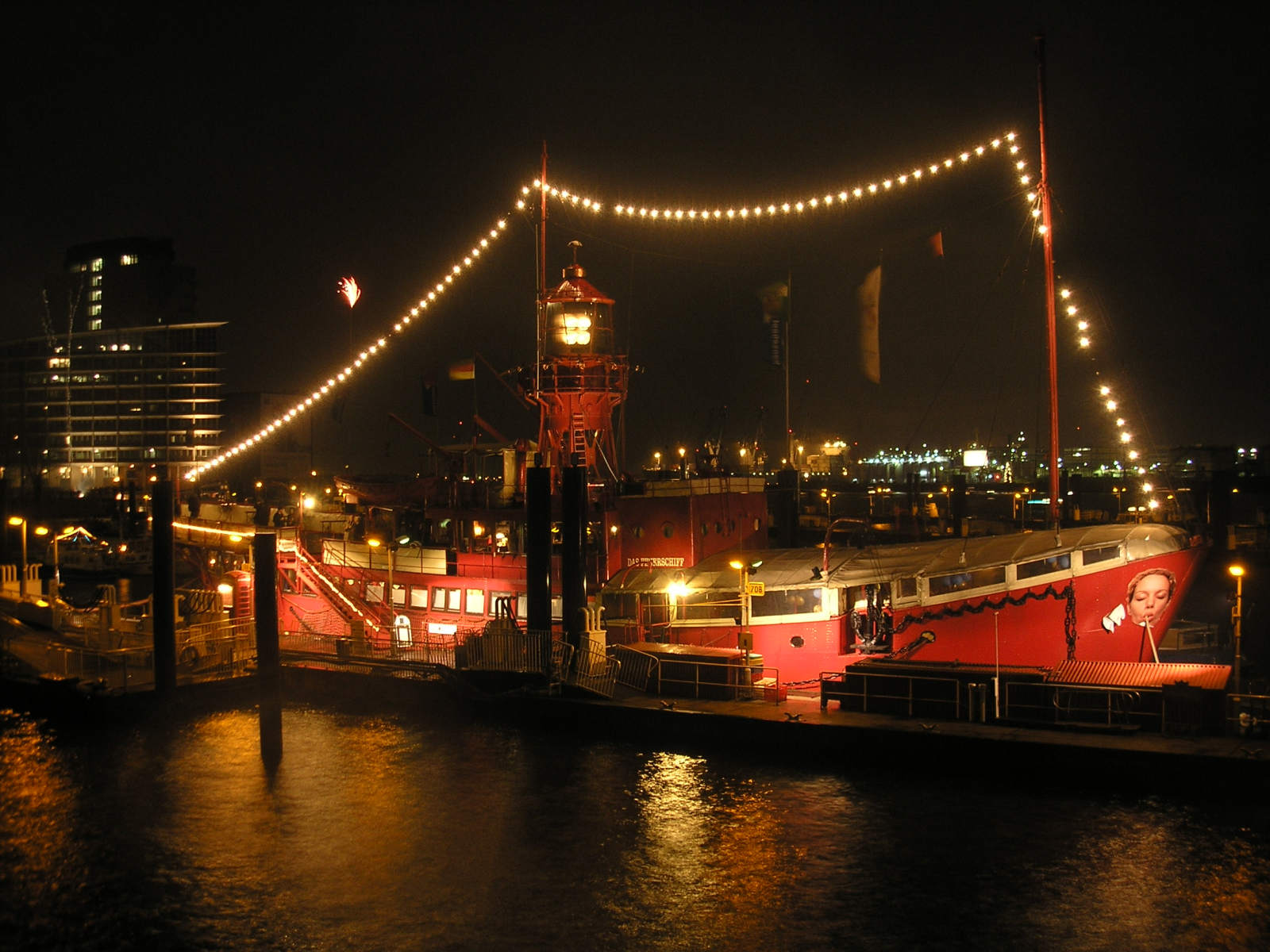
함부르크 레스토랑 호텔로 사용되고 있는 등선

등선(燈船)은 등대 역할을 하는 배이다. 닻을 고정시키며 일반적으로 추진 수단을 가지지 않는다. 등선은 수심이 너무 깊은 곳에서나 등대 건설에 적절하지 않은 조건에서 사용되고, 해안선을 나타내는 대신에 해상 교통로를 보여준다. 부표보다 시인성이 높기 때문에, 해상 교통의 지원 수단으로서 우수하다. 또한 그들은 일반적으로 해양학 연구를 위한 데이터 레코더가 장착되어 있어, 기상 관측소 역할도 한다. 최초의 등선은 영국의 템즈강 하구의 노어 사주에 발명가 로버트 햄블린에 의해 1732년에 설치된 것이다.